# Pseudosciara delectata
Pseudosciara delectata är en tvåvingeart som först beskrevs av Samuel Wendell Williston  1896.  Pseudosciara delectata ingår i släktet Pseudosciara och familjen sorgmyggor. Inga underarter finns listade i Catalogue of Life.